# إدوارد هايد رايس
إدوارد هايد رايس (بالإنجليزية: Edward Hyde Rice)‏ هو أكاديمي أمريكي، ولد في 27 أكتوبر 1847 في بوسطن في الولايات المتحدة، وتوفي في 9 مايو 1895.